# Tóth Tibor Albert
Tóth Tibor Albert (Budapest, 1977. november 11. –) újságíró, költő, író.

## Életútja
Budapesten született, de a Halásztelek nevű kisvárosban élt 12 éves koráig, mikor szülei elköltöztek Újszentmargitára, majd onnan a Tuka nevezetű Hajdú-Bihar megyei faluba. Később már Debrecenben tanult, 1999-ben és 2000-ben újságíróként és főszerkesztőként dolgozott több magazinnál és sportriporterként a Ringharcosok magazinnál. Nemsokára a Piac és Profit országos üzleti magazin és a Helló Világ televíziós magazin munkatársa lett. 2000 tavaszán költözött az Amerikai Egyesült Államokba, ahol az EZ VAN magazin főszerkesztője, az Amerikai Magyar Népszava, a Népszabadság újságírója, valamint a Hungarorama New York-i televíziós műsor egyik szervezője lett. Tudósított a New York-i Híd és az Amerikai-Magyar Szó nevezetű hetilapnak és a Kelet című Jeruzsálemben megjelenő hetilapnak. 2004-tôl a brooklyni Kings Community College-ban színészetet tanult.
2005-től filmezéssel is foglalkozott, és már 2006-ban a Crown of Thorns című short (rövidfilm) főszereplője, amellyel elnyerték a brooklyni filmfesztivál egyik különdíját. 2007-ben az Exploring Love című film egyik szereplője, amely az USA-szerte csaknem minden díjat begyűjtött. 2008-ban a Story about Ted and Alice című horrorfilm egyik készítője, amely a cannes-i fesztiválon a 10 legjobb közé jutott, Sean Penn Oscar-díjas színész szavazatával.
Jelenleg New Yorkban él családjával.

## Megjelent könyvei
- Út Fiumébe. Kalandregény, 2018
- Magyarország 64 vármegyéje III. kötet - Az eltűnt régi vármegyék, 2018
- A szobrász, 2018
- Szép Szerelmek - verseskötet, 2016
- Hívjál csak T-nek. Novella, 2016
- Magyarország 64 vármegyéje. II. kötet, 2015
- Életek értelmén. Verseskötet, 2014
- Szólítanak, ha menned kell. Verseskötet, 2013
- Magyarország 64 vármegyéje...és a többi... I. kötet 2013
- Magyar magány. Verseskötet, 2012
- Magyar emlékek külföldön, 2012